# Steven Moffat
Pour les articles homonymes, voir Moffat.
Steven Moffat, né le 18 novembre 1961 à Paisley (Écosse), est un scénariste et créateur de séries télévisées britannique. Il est principalement connu pour son travail sur les séries Doctor Who et Sherlock.
Il a remporté de nombreuses récompenses, dont les BAFTA et prix Hugo pour quelques-uns de ses épisodes de Doctor Who. Il a également écrit le scénario de Les Aventures de Tintin : Le Secret de La Licorne, premier volet de la trilogie de films Tintin, réalisé par Steven Spielberg. Il ne participe pas à l'écriture des deux autres films prévus par Peter Jackson, ayant remplacé Russell T Davies comme écrivain principal et producteur-exécutif de Doctor Who pour la cinquième saison en 2010. Il occupe ce rôle jusqu'en 2017, tout en assurant les scénarios de la série Sherlock pendant la même période.

## Biographie
Son premier travail à la télévision était pour la série Press Gang. Il a ensuite utilisé son propre divorce comme inspiration pour Joking Apart et sa relation avec la productrice Sue Vertue pour la série Six Sexy. Étant un ancien enseignant, il a également écrit la série Chalk (en), une sitcom basée dans une école.

### Doctor Who
Moffat est fan de Doctor Who depuis son enfance. Sa première contribution professionnelle à la série est un texte de prose, intitulé Continuity Errors, publié en 1996 dans l'anthologie Decalog 3 : Consequences chez Virgin Books. En 1999, il réalise le script de la suite parodique Doctor Who and the Curse of Fatal Death qui est diffusée dans le cadre du téléthon « Red Nose Day » organisé par Comic Relief. La coproductrice de cette émission était son épouse Sue Vertue.
À partir de 2004, Moffat participe à la reprise de Doctor Who, écrivant des épisodes se faisant remarquer par leur tonalité plus sombre et leur ingéniosité. Il écrit Drôle de mort (The Empty Child) et Le Docteur danse (The Doctor Dances) pour la saison de 2005, deux épisodes qui lui valent un prix Hugo,. Dans le commentaire audio présent sur le DVD il déclare qu'il a attendu pendant quarante ans que son nom apparaisse lors du générique. Puis il écrit un épisode pour chacune des saisons suivantes : La Cheminée des temps (The Girl in the Fireplace) en 2006 et Les Anges pleureurs (Blink) en 2007, année durant laquelle un sondage du Doctor Who Magazine le consacra comme meilleur scénariste, et décerna le titre de meilleure histoire à l'épisode Blink, qui fut plusieurs fois récompensé. Moffat écrit également l'épisode spécial Time Crash diffusé dans le cadre du programme caritatif Children in Need cette année-là. En 2008, Moffat écrit sa deuxième histoire sur deux épisodes, intitulée Silence in the Library / Forest of the Dead (Bibliothèque des ombres 1 et 2 en français).
En mai 2008, la BBC annonce que Moffat va prendre la suite de Russell T Davies en tant que producteur exécutif et chef scénariste pour la cinquième saison, position qu'il occupe à partir de juillet 2009. C'est Moffat qui choisit de confier le rôle du Onzième Docteur à Matt Smith, qui apparaît à la fin du dernier épisode de l'ère Davies dans une scène rédigée en à peu près dix minutes par Moffat.
En mars 2024, la BBC annonce que Moffat est de retour à l'écriture du 3e épisode de la première saison du Quinzième Docteur. Ce dernier sera réalisé par Julie Anne Robinson.

### Sherlock
Steven Moffat est avec Mark Gatiss un des créateurs de Sherlock, une adaptation des romans de Sir Arthur Conan Doyle avec Benedict Cumberbatch dans le rôle-titre et Martin Freeman dans celui du docteur Watson.

### Vie privée
Il est marié à la productrice Sue Vertue ; ils ont deux enfants. L'un des deux est Louis Moffat, jeune acteur ayant participé à la saison 3 de la série Sherlock (d'ailleurs créée et écrite par Steven Moffat) avec le rôle de Sherlock Holmes jeune.

## Filmographie

### Scénariste

#### Cinéma
- 2011 : Les Aventures de Tintin : Le Secret de La Licorne (The Adventures of Tintin : The Secret of the Unicorn) de Steven Spielberg

#### Courts-métrages
- 2013 : The Last Day
- 2017 : The Great Curator

#### Télévision

##### Séries télévisées
- 1989-1993 : La rédac
- 1990 : Stay Lucky
- 1991-1995 : Joking Apart
- 1994-1999 : Murder Most Horrid
- 1997 : Chalk (en)
- 1999 : Privates
- 2000–2004 : Six Sexy
- 2005-2024 : Doctor Who
- 2007 : Jekyll
- 2010-2017 : Sherlock
- 2010 : BBC Proms
- 2011 : Night and the Doctor
- 2020 : Dracula
- 2022 : The Time Traveler's Wife
- 2022 : Inside Man
- 2024 : Douglas Is Cancelled

##### Téléfilms
- 1992 : Exam Conditions
- 1999 : Doctor Who and the Curse of Fatal Death
- 2011 : Doctor Who: Space and Time
- 2015 : Doctor Who the Time War

### Producteur

#### Télévision

##### Séries télévisées
- 1997 : Chalk (en)
- 2003 : Six Sexy
- 2007 : Jekyll
- 2009-2011 : Doctor Who Confidential
- 2010 : BBC Proms
- 2010-2017 : Sherlock
- 2010-2017 : Doctor Who
- 2013 : BBC Proms
- 2014 : Doctor Who Extra
- 2016 : Class
- 2022 : The Time Traveler's Wife

##### Téléfilms
- 2011 : Doctor Who: Space and Time
- 2012 : Doctor Who: Good as Gold
- 2013 : An Adventure in Space and Time
- 2013 : The Five(ish) Doctors Reboot
- 2013 : William Hartnell: The Original

### Créateur
- 2007 : Jekyll
- 2010-2017 : Sherlock
- 2019 : Dracula
- 2022 : The Time Traveler's Wife

## Distinctions

### Récompenses
| Année | Récompense                              | Épisode                                                                                    | Catégorie | Réf.   |
| ----- | --------------------------------------- | ------------------------------------------------------------------------------------------ | --- | ------ |
| 1991  | British Academy Television Awards       | Press Gang                                                                                 | Meilleur programme jeunesse (Divertissement/drame)                                                              | [ 10 ] |
| 1991  | Royal Television Society Awards         | Press Gang                                                                                 | Meilleur programme jeunesse                                                                                     | ,      |
| 1995  | Bronze Rose of Montreux                 | Joking Apart                                                                               | Comédie | [ 12 ] |
| 2003  | British Comedy Awards                   | Six Sexy                                                                                   | Meilleure série comique                                                                                         | ,      |
| 2006  | Prix Hugo                               | Doctor Who: Drôle de mort/Le Docteur danse                                                 | Meilleur programme dramatique, format court                                                                     | ,      |
| 2007  | Prix Hugo                               | Doctor Who: La Cheminée des temps                                                          | Meilleur programme dramatique, format court                                                                     | [ 15 ] |
| 2007  | Writers' Guild of Great Britain Award   | Doctor Who, Saison 3                                                                       | Meilleure série télévisée (avec Chris Chibnall, Paul Cornell, Russell T Davies, Helen Raynor et Gareth Roberts) | [ 16 ] |
| 2008  | British Academy Television Award        | Doctor Who: Les Anges pleureurs                                                            | Meilleur auteur                                                                                                 | [ 17 ] |
| 2008  | Prix Hugo                               | Doctor Who: Les Anges pleureurs                                                            | Meilleur programme dramatique, format court                                                                     | [ 18 ] |
| 2008  | BAFTA Cymru                             | Doctor Who: Les Anges pleureurs                                                            | Meilleur auteur                                                                                                 | [ 19 ] |
| 2011  | Prix Hugo                               | Doctor Who: La Pandorica s'ouvre, première partie et La Pandorica s'ouvre, deuxième partie | Meilleur programme dramatique, format court                                                                     | [ 20 ] |
| 2012  | British Academy Television Craft Awards | Sherlock: Un scandale à Buckingham                                                         | Meilleure écriture                                                                                              | [ 21 ] |
| 2012  | British Academy Television Craft Awards | NC                                                                                         | Prix spécial | [ 22 ] |

### Nominations
| Année | Récompense                            | Œuvre                                                                                | Catégorie                                                                    | Réf.   |
| ----- | ------------------------------------- | ------------------------------------------------------------------------------------ | ---------------------------------------------------------------------------- | ------ |
| 1992  | British Academy Television Awards     | Press Gang                                                                           | Meilleur programme jeunesse                                                  | [ 10 ] |
| 2006  | Prix Nebula                           | Doctor Who: La Cheminée des temps                                                    | Meilleur script                                                              | [ 19 ] |
| 2007  | Prix Nebula                           | Doctor Who: Les Anges pleureurs                                                      | Meilleur script                                                              | [ 19 ] |
| 2008  | BAFTA Scotland                        | Doctor Who                                                                           | Écriture pour le cinéma ou la télévision                                     | [ 23 ] |
| 2009  | Prix Hugo                             | Doctor Who: Bibliothèque des ombres, première partie et deuxième partie              | Meilleur programme dramatique, format court                                  | [ 24 ] |
| 2009  | Writers' Guild of Great Britain Award | Doctor Who, Saison 4                                                                 | Série télévisée dramatique (avec Russell T Davies)                           | [ 25 ] |
| 2011  | Prix Hugo                             | Doctor Who: Le Fantôme des Noëls passés                                              | Meilleur programme dramatique, format court                                  | [ 26 ] |
| 2011  | Primetime Emmy Awards                 | Sherlock Une étude en rose                                                           | Primetime Emmy Award du meilleur scénario pour une mini-série ou un téléfilm | [ 27 ] |
| 2011  | Satellite Awards                      | Les Aventures de Tintin : Le Secret de La Licorne (avec Edgar Wright et Joe Cornish) | Meilleure adaptation                                                         |        |
| 2012  | Annie Awards                          | Les Aventures de Tintin : Le Secret de La Licorne (avec Edgar Wright et Joe Cornish) | Meilleur scénario pour le cinéma                                             | [ 28 ] |
| 2012  | Prix Hugo                             | Doctor Who: La Retraite du démon                                                     | Meilleur programme dramatique, format court                                  | [ 29 ] |
| 2012  | Primetime Emmy Awards                 | Sherlock: Un scandale à Buckingham                                                   | Primetime Emmy Award du meilleur scénario pour une mini-série ou un téléfilm | [ 30 ] |